# Borba pasa
Borba pasa je krvavi sport koji se organizira između dva psa u cilju zabave. Prihodi se najčešće ostvaruju kroz plaćanje ulaznica za gledanje događaja i klađenje.

## Povijest
Borbe pasa su zabilježene u povijesnim dokumentima mnogih civilizacija i kultura i pretpostavlja se da postoje od samog pripitomljavanja psa. Kroz povijest, mnoge vrste pasa namjenski su križane u cilju stvaranja borbenog psa, na osnovu njihove snage, brzine i agresivnosti. 
Krvavi sportovi sa psima su zabilježeni još u vrijeme krvavih borbi u Koloseumu, u Rimskom Carstvu. Danas se ovaj krvavi sport najčešće povezuje s Englezima, kod kojih je razvijan s posebnom pažnjom posljednjih 6 stoljeća, s najvećom popularnošću u 16. stoljeću.
Ovakav oblik zabave je i danas popularan širom svijeta, pri čemu je u mnogim državama nezakonit.

## Vanjski poveznice
- Vrste pasa za borbu